# فريدغوف فرانك غوندرسن
فريدغوف فرانك غوندرسن هو بروفيسور وسياسي نرويجي، ولد في 29 أكتوبر 1934 في Tynset ‏ في النرويج، وتوفي في 11 نوفمبر 2011 في ساندفيكا في النرويج.

## مناصب
- انتخب عضو برلمان النرويج  [لغات أخرى]‏ عن دائرة Akershus (Storting constituency) [الإنجليزية]‏ وقد انضم خلال فترته النيابية ‏ (5 فبراير 2001 – 30 سبتمبر 2001) للكتلة البرلمانية مستقل.
- انتخب عضو برلمان النرويج  [لغات أخرى]‏ عن دائرة Akershus (Storting constituency) [الإنجليزية]‏ وقد انضم خلال فترته النيابية ‏ (1 أكتوبر 1997 – 5 فبراير 2001) للكتلة البرلمانية حزب التقدم.
- انتخب عضو برلمان النرويج  [لغات أخرى]‏ عن دائرة Akershus (Storting constituency) [الإنجليزية]‏ وقد انضم خلال فترته النيابية ‏ (1 أكتوبر 1993 – 30 سبتمبر 1997) للكتلة البرلمانية حزب التقدم.
- انتخب عضو برلمان النرويج  [لغات أخرى]‏ عن دائرة Akershus (Storting constituency) [الإنجليزية]‏ وقد انضم خلال فترته النيابية ‏ (1 أكتوبر 1989 – 30 سبتمبر 1993) للكتلة البرلمانية حزب التقدم.
- انتخب ممثل الجمعية البرلمانية لمجلس أوروبا [الإنجليزية]‏ لترشحه ضمن قائمة النرويج، (16 نوفمبر 1989 – 24 يناير 1994).
- انتخب عضو برلمان النرويج  [لغات أخرى]‏ عن دائرة Akershus (Storting constituency) [الإنجليزية]‏ وقد انضم خلال فترته النيابية ‏ (1981 – 1985) للكتلة البرلمانية مستقل.